# Bebearia dealbata
Bebearia dealbata är en fjärilsart som beskrevs av Robert H. Carcasson 1958. Bebearia dealbata ingår i släktet Bebearia och familjen praktfjärilar. Inga underarter finns listade i Catalogue of Life.